# Damon Wayans Jr.
Damon Kyle Wayans Jr. (Los Ángeles, California; 18 de noviembre de 1982) es un actor y comediante estadounidense. Es conocido por sus interpretaciones de Brad Williams en Happy Endings y "Entrenador" ("Coach") en New Girl.

## Biografía
Wayans es hijo de Lisa Thorner y el actor Damon Wayans. Tiene tres hermanos menores: Michael Wayans, Cara Mia Wayans y Kyla Wayans. Es sobrino de Keenan Ivory Wayans, Kim Wayans, Shawn Wayans y Marlon Wayans.
Wayans tiene dos hijas con su expareja Aja Metoyer.

### Carrera
Wayans debutó en cine en 1994, cuando fue elegido para interpretar a la versión joven de Kevin en la película Blankman. Posteriormente, debutó en televisión en la comedia My Wife and Kids de su padre, donde interpretó a John. Más tarde trabajó como escritor en la serie. Más adelante, se despeñó como guionista del programa de sketches protagonizado por su padre, The Underground.
En 2009, protagonizó la película Dance Flick, interpretando a Thomas. Para 2010 prestó su voz al personaje de Thunder, un pinscher miniatura en Marmaduke.
De 2011 a 2013, interpretó a Brad Williams, uno de los personajes principales de la comedia de ABC Happy Endings, junto a Eliza Coupe, Elisha Cuthbert, Zachary Knighton, Adam Pally y Casey Wilson. A pesar de tener buenas críticas, la serie fue cancelada tras concluir su tercera temporada el 3 de mayo de 2013. Wayans fue nominado como Mejor Actor de Reparto en una Serie de Comedia en los NAACP Image Award y en los Critic's Choice Television Awards por su trabajo en la serie.
En 2011, Wayans fue elegido para interpretar al personaje de "Coach" ("Entrenador") en el episodio piloto de New Girl, serie protagonizada por Zooey Deschanel. El 16 de mayo de 2011, la cadena Fox anunció que había seleccionado el piloto para desarrollar una serie, sin embargo, Happy Endings ya había sido renovada para una segunda temporada. Los productores de New Girl inicialmente planearon reemplazar a Wayans pero más tarde decidieron no hacerlo o volver filmar el episodio piloto en el que apareció. En cambio, a partir del segundo episodio, el personaje de Wayans fue sustituido con Lamorne Morris, interpretando el papel de Winston. En julio de 2013, después de que Happy Endings fuera cancelada, se anunció que Wayans regresaría durante al menos 4 episodios de la tercera temporada de la comedia de Fox. En noviembre de 2013, se anunció que Wayans permanecería en el programa para el resto de la temporada 3. Finalmente, el 5 de mayo de 2014 Wayans fue ascendido al elenco principal para la cuarta temporada de la serie.

## Filmografía
| Cine       | Cine                                     | Cine                      | Cine                                             |
| Año        | Título                                   | Rol                       | Notas                                            |
| ---------- | ---------------------------------------- | ------------------------- | ------------------------------------------------ |
| 1994       | Blankman                                 | Kevin de joven            |                                                  |
| 2009       | Dance Flick                              | Thomas                    |                                                  |
| 2010       | Marmaduke                                | Thunder                   | Voz                                              |
| 2010       | The Other Guys                           | Fosse                     |                                                  |
| 2014       | Someone Marry Barry                      | Desmond                   |                                                  |
| 2014       | Let's Be Cops                            | Justin                    |                                                  |
| 2014       | Big Hero 6                               | Wasabi                    | Voz                                              |
| 2016       | How To Be Single                         | David                     |                                                  |
| 2021       | Cherry                                   | Maestros de sargento      |                                                  |
| 2024       | Los juegos del amor                      | Adam                      |                                                  |
| Televisión |                                          |                           |                                                  |
| Año        | Título                                   | Rol                       | Notas                                            |
| 2002-2004  | My Wife and Kids                         | John                      | Elenco recurrente                                |
| 2006       | The Underground                          | Varios                    | Elenco principal                                 |
| 2011       | New Girl                                 | Entrenador                | Episodio piloto                                  |
| 2011-2013  | Happy Endings                            | Brad Williams             | Elenco principal                                 |
| 2012       | Happy Endings: Happy Rides               | Brad Williams             | Serie web                                        |
| 2012       | NTSF:SD:SUV::                            | Garett                    | 1 episodio                                       |
| 2013-2015  | New Girl                                 | Entrenador                | Recurrente (temporada 3) Principal (temporada 4) |
| 2016       | Brooklyn Nine-Nine                       | Stevie                    | 1 episodio                                       |
| 2017       | Curb Your Enthusiasm                     | Oficial de Policía        | 1 episodio                                       |
| 2018       | The Truth About the Harry Quebert Affair | Sargento Perry Gahalowood | Elenco principal                                 |
| 2018-2019  | Happy Together                           | Jake Davis                | Elenco principal                                 |
| 2019       | Sherman's Showcase                       | Montell Jordan            | 1 episodio                                       |
| 2019-2020  | Bob's Burgers                            | Arnold                    | 3 episodios, Voz                                 |
| 2020       | The Twilight Zone                        | Jason Grant               | 1 episodio                                       |
| 2020       | Hoops                                    | Damian Chapman            | 1 episodio, Voz                                  |
| 2021       | Kenan                                    | Sateen                    | 1 episodio                                       |
| 2021       | Frogger                                  | Presentador               | 13 episodios                                     |
| 2023-      | Raid the Cage                            | Presentador               | 12 episodios                                     |
| 2024       | Poppa's House                            | Damon                     | Elenco principal                                 |
| 2024       | Shrinking                                | Derrick #2                | Elenco recurrente (temporada 2)                  |

## Premios y nominaciones
| Año  | Premio              | Nominado                               | Categoría                                           | Resultado | Ref.   |
| ---- | ------------------- | -------------------------------------- | --------------------------------------------------- | --------- | ------ |
| 2025 | Kids' Choice Awards | Por su papel de Damon en Poppa's House | Estrella masculina de televisión favorita (familia) | Nominado  | [ 11 ] |